# 建元 (前趙)
建元（けんげん）は、五胡十六国時代、前趙（当時の国号は漢）の君主劉聡の治世に使用された元号。
315年3月 - 316年11月。

## 西暦・干支との対照表
| 建元 | 元年  | 2年   |
| 西暦 | 315年 | 316年 |
| 干支 | 乙亥  | 丙子  |

## 他元号との対照表
| 建元 | 元年  | 2年   |
| 西晋 | 建興3 | 建興4 |
| 成漢 | 玉衡5 | 玉衡6 |